# 서울올림픽기념관
서울올림픽기념관은 서울에서 열린 1988년 하계 올림픽을 기념하기 위해 1990년 문을 연 기념관이다. 리모델링으로 인한 휴관 중이며 2023년에 재개관 예정이다.

## 개요
서울올림픽의 영광과 성과를 재조명하고 올림픽 정신을 계승 발전시켜 청소년에게 자긍심을 심어주기 위해 조성되어 국민체육진흥공단에서 개관한 복합 형태의 테마형 기념관이다. 리모델링으로 인하여 2018년 7월부터 휴관 중이며 2023년에 재개관 예정이다.

## 정보
- 개장시간 : 10:00 ~ 18:00

- 입장료 : 무 료
- 비고사항 : 리모델링으로 인한 휴관 중 (2018.07.01~2023 (예정))

## 같이 보기
- 대한민국의 박물관과 미술관 목록
- 올림픽공원 (서울)

## 참고 자료
본 문서에는 서울특별시에서 지식공유 프로젝트를 통해 퍼블릭 도메인으로 공개한 저작물을 기초로 작성된 내용이 포함되어 있습니다.